# Municipio de Indian Prairie
El municipio de Indian Prairie (en inglés: Indian Prairie Township) es un municipio ubicado en el condado de Wayne en el estado estadounidense de Illinois. En el año 2010 tenía una población de 626 habitantes y una densidad poblacional de 6,43 personas por km².

## Geografía
El municipio de Indian Prairie se encuentra ubicado en las coordenadas 38°31′10″N 88°31′38″O / 38.51944, -88.52722. Según la Oficina del Censo de los Estados Unidos, el municipio tiene una superficie total de 97.33 km², de la cual 96,72 km² corresponden a tierra firme y (0,63 %) 0,62 km² es agua.

## Demografía
Según el censo de 2010, había 626 personas residiendo en el municipio de Indian Prairie. La densidad de población era de 6,43 hab./km². De los 626 habitantes, el municipio de Indian Prairie estaba compuesto por el 97,76 % blancos, el 0,48 % eran amerindios, el 0,48 % eran asiáticos, el 0,8 % eran de otras razas y el 0,48 % eran de una mezcla de razas. Del total de la población el 0,96 % eran hispanos o latinos de cualquier raza.